# کارتیج (داکوتای جنوبی)
کارتیج(به انگلیسی: Carthage) شهری در ایالت داکوتای جنوبی کشور ایالات متحده آمریکا است که جمعیت آن در سرشماری سال ۲۰۱۰ میلادی، ۱۴۴ نفر بوده‌است.